# 阿靈頓公墓站
阿靈頓公墓站（英語：Arlington Cemetery station）是一個位於美國維珍尼亞州阿靈頓，屬於華盛頓地鐵的鐵路車站。車站在1977年7月1日啟用，由華盛頓都會區交通局營運。此站只有藍線停靠，位於阿靈頓國家公墓入口，紀念徑下方。車站附近除公墓外沒有公眾停車場，公墓停車場只限公墓到訪者使用。此站也是唯一比其他地鐵站關閉得更早的地鐵站，10月至3月期間在晚上7時關閉，4月至9月期間在晚上10時關閉。車站設計亦相當獨特。此站僅低於地面，只有紀念徑的一條橋跨過。此站是三個只有藍線停靠的車站之一，其餘車站皆與其他路線共用。

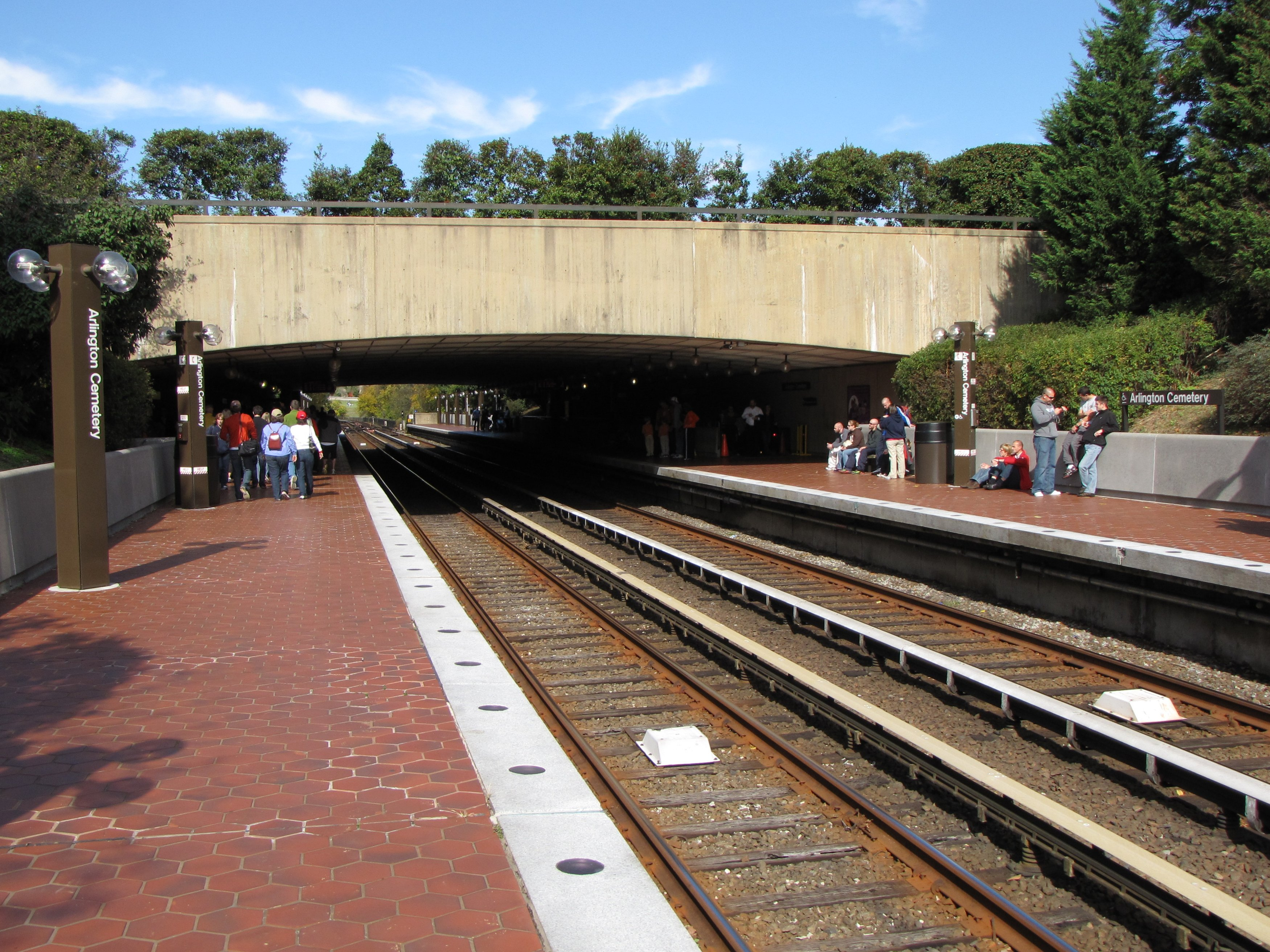
車站外行末端外觀

## 車站結構
紀念徑的扶手電梯下降兩層至夾層，乘客可在該處售票機購買SmarTrip卡並通過閘機。閘機另一端的扶手電梯則上升至月台。升降機直接到達月台。
| G        | 街道層             | 出入口                        |
| P 月台層 | 側式月台，右側開門 | 側式月台，右側開門            |
| P 月台層 | 南行               | 往法蘭克尼亞-春田（五角大廈） |
| P 月台層 | 北行               | 往拉戈鎮中心（羅斯林）        |
| P 月台層 | 側式月台，右側開門 |                               |
| M        | 夾層               | 單向閘機、售票機、車站詢問處  |

## 車站周邊
- 阿靈頓宮
- 阿靈頓紀念橋（英语：Arlington Memorial Bridge）
- 阿靈頓國家公墓
- 林肯紀念堂
- 无名战士墓
- 美國軍事服務女性紀念碑（英语：Women in Military Service for America Memorial）

## 外部連結
维基共享资源上的相關多媒體資源：阿靈頓公墓站
- WMATA: Arlington Cemetery Station （页面存档备份，存于）
- StationMasters Online: Arlington Cemetery Station
- The Schumin Web Transit Center: Arlington Cemetery Station
- Memorial Drive entrance from Google Maps Street View （页面存档备份，存于）